# 지방도 제1041호선
지방도 제1041호선(칠원 ~ 가회선)은 경상남도 창원시 의창구 북면 동전교차로와 합천군 가회면 도탄리를 잇는 경상남도의 지방도이다.
전 구간 왕복 2차선으로 함안군을 경유하며, 대산면과 칠원읍을 잇는 주요도로이다. 또한 의령군 궁류면에서 유곡면까지는 지방도 제1011호선과 중첩되는 것이 특징이다. 합천군 가회면 ~ 쌍백면 구간은 1차선 구간으로 미개통되어 있으며 도탄리에서 지방도 제1089호선과 만나면서 끝난다.

## 연혁
- 2001년 3월 22일 : 송도교(함안군 대산면 구혜리 ~ 의령군 지정면 마산리) 742m 구간 개통, 기존 480m 구간 폐지[1]
- 2003년 1월 16일 : 함안군 칠원면 용산리 ~ 구성리 2.114km 구간 개통[2]
- 2003년 2월 20일 : 노선 폐지 및 재지정[3][4]
- 2003년 4월 28일 : 의령군 궁유면 압곡리 ~ 합천군 쌍백면 대현리 4.42km 구간 개통[5]
- 2003년 8월 26일 : 함안군 대산면 구혜리 ~ 의령군 지정면 마산리 1.87km 구간 개통[6]
- 2008년 10월 9일 : 의령군 궁유면 압곡리 ~ 평촌리 2.53km 구간과 합천군 쌍백면 평지리 ~ 평구리 1.88km 구간 확장 개통[7], 기존 의령군 궁유면 평촌리 500m 구간과 합천군 쌍백면 평구리 580m 구간 폐지[8]
- 2009년 10월 15일 : 지방도 노선 조정[9]
- 2017년 5월 4일 : 기점을 함안군 칠원면 구성리에서 1.2km 연장. 이에 따라 총연장이 59.022km에서 60.222km로 변경.[10]
- 2019년 5월 16일 : 칠원 ~ 대산간 도로(함안군 칠원읍 유원리 ~ 칠서면 회산리) 1.7km 구간 확장 개통, 기존 함안군 칠원읍 유원리 550m 구간 폐지[11]
- 2020년 10월 8일: 기점을 함안군 칠원읍에서 창원시 의창구 북면으로 변경[12]

## 주요 경유지
- 창원시
  - 북면 동전교차로 - 동전리 - 무동지구 - (미개통)
- 함안군
  - 칠원읍 (미개통) - 구성사거리 - 용산사거리 - 칠원읍 행정복지센터  - 용산교 - 칠원도서관 - 용산리 - 유원교 - 유원삼거리 - 유원리
  - 칠서면 (회문) - 회산리 - 도둑고개
  - 대산면 도둑고개 - 대사리 - 사리재 - 평림리 - (고원동) - 취무사거리 - 구룡정사거리 - 구혜리 - 송도교

- 의령군
  - 지정면 송도교 - 마산리 - 봉곡리 - 월등정류소 - 지정보건지소 - 태부리 - 돌문재
  - 유곡면 돌문재 - 세간리 - 세간삼거리 - 야산삼거리 - 덕천리 - 유곡교 - 등대교 - 유곡면보건지소 - 칠곡리 - 유곡면민체육운동장 - 유곡피암터널(약 100m) - 마두교 - 마두리 - 신촌삼거리 - 신촌교 - 송산교 - 송산초등학교(폐교) - 송산리
  - 궁류면 압곡리 - 운계삼거리 - 운계교 - 일봉사 - 평촌교 - 평촌리 - 한티재
- 합천군
  - 쌍백면 한티재 - 대현리 - 안계리 - 평지리 - 평지교 - 평구2교 - 평구1교 - 합천남부농협 - 평구삼거리 - 하안교 - 죽전리 - (비포장 구간 : 삼리)
  - 가회면 (비포장 구간 : 월계리) - 도탄리

## 중복 구간
- 함안군 대산면 평림리 ~ (고원동) : 지방도 제1021호선과 중복
- 의령군 유곡면 세간삼거리 ~ 야산삼거리 : 국도 제20호선, 국가지원지방도 제67호선과 중복
- 의령군 유곡면 신촌삼거리 ~ 궁류면 운계삼거리 : 지방도 제1011호선과 중복
- 합천군 쌍백면 합천남부농협 ~ 평구2교 서단 : 국가지원지방도 제60호선과 중복

## 도로명
- 창원시 의창구 북면 동전교차로~무동지구: 무동로
- 함안군 칠원읍 용산사거리 ~ 칠서면 (회문) : 원서로
- 함안군 칠서면 (회문) ~ 의령군 유곡면 세간삼거리 : 함의로
- 의령군 유곡면 세간삼거리 ~ 야산삼거리 : 의합대로
- 의령군 유곡면 야산삼거리 ~ 합천군 쌍백면 합천남부농협 : 청정로
- 합천군 쌍백면 합천남부농협 ~ 평구삼거리 : 쌍백중앙로
- 합천군 쌍백면 평구삼거리 ~ 삼리 : 하안삼리길
- 합천군 가회면 월계리 ~ 도탄리 : 산두길